# Ede megevé ebédem (könyv)
Ede megevé ebédem Szabó Dezső 1937. szeptember 15-ei keltezésű, Szekfű Gyula ellenében írt politikai pamfletje.
A cím eredetéről Szabó Dezső lapalji jegyzetében ezt írja: „Ez a cím a régi gyorsírási tankönyvek első gyakorlatának első mondata.”
A mű „irodalomtörténeti besorolása (szinte egyhangúlag): zseniális” – írta róla Tamás Gáspár Miklós. (Élet és Irodalom, 2006. november 17.)
Ugyanezzel a címmel rendezett közösen filmvígjátékot 2006-ban Jancsó Miklós és Márton István (maga Jancsó és Hernádi Gyula szövegére). A főszereplők: Jancsó kedvelt párosa, Mucsi Zoltán (Kapa) és Scherer Péter (Pepe).